# Jurassic World Evolution
Jurassic World Evolution es un videojuego de gestión y estrategia desarrollado y publicado por Frontier Developments, para las plataformas PlayStation 4, Xbox One y Microsoft Windows. Está basado en las películas Jurassic World y Jurassic Park (con su último DLC) y fue lanzando el 12 de junio de 2018 en, coincidiendo con el mes de estreno de su secuela: Jurassic World: El reino caído. El 3 de noviembre de 2020 se lanzó una versión para Nintendo Switch, esta versión del juego cuenta con todas las expansiones del juego original, renombrandose como la edición completa. Una secuela del juego llamada Jurassic World Evolution 2 fue lanzada el 9 de noviembre de 2021.

## Jugabilidad
Jurassic World Evolution permite al jugador construir su propio parque temático de dinosaurios Jurassic World, con atracciones e instalaciones de investigación. El videojuego se basa en las distintas islas del ficticio archipiélago de las "Cinco Muertes", presentes en el universo de la franquicia.
Siguiendo un sistema similar al empleado en Jurassic Park Operation Genesis, cuenta con un surtido de yacimientos fósiles distribuidos por América, Europa, Asia, África y Oceanía; en los cuales se lleva a cabo la obtención de material genético para la clonación de las distintas especies de dinosaurios disponibles.

## Desarrollo
Jurassic World Evolution fue presentado el 20 de agosto de 2017 durante la Gamescom 2017.
A principios de octubre, enmarcado en la celebración de la Frontier Expo 2017 (FX17), se emitió el primer vídeo "in game" del juego, donde se mostraba el motor del juego en funcionamiento y se apreciaron las animaciones y diseños de algunos dinosaurios.
El director del juego, Michael Brookes, ofreció una serie de detalles sobre la jugabilidad: "No queremos que el juego ponga a los usuarios en un estado constante de emergencia, donde no tienes tiempo para crear. Sin embargo, cuando las cosas se ponen feas, hay muchas cosas en juego". Además, Brookes hizo alusión a un tema recurrente en las novelas y en las películas: "Las cosas pequeñas pronto se convierten en un problema grave. Si se rompe una atracción en Planet Coaster, al jugador le cuesta dinero y tiempo. Si se cae una valla eléctrica en Jurassic World... bueno, ya han visto las películas". También explica que un desastre aislado es bastante manejable, pero cuando se deja desatendida puede llegar a unirse con otras, provocando grandes problemas.
El videojuego cuenta con la participación del actor Jeff Goldblum, quien ha interpretado al Dr. Ian Malcolm en las películas Jurassic Park ,Jurassic Park: El Mundo Perdido y Jurassic World: El reino caído. El personaje participa durante toda la partida gestionando el avance del jugador. En 2019 hubo una nueva actualización que contó con las voces originales de algunos personajes emblemáticos de la saga como Allan Grant (Sam Neill) y Ellie Satler (Laura Dern) esta actualización se llama "regreso a jurassic park".